# Шахрисабз (Раштский район)
Шахрисабз (тадж. Шаҳрисабз; до 2009 г. — Качаманди) — деха́ (сельский населённый пункт) в Раштском районе РРП Таджикистана. Входит в состав сельской общины (джамоата дехота) имени Нусратулло Махсума. Расстояние от села до центра района (пгт Гарм) — 14 км, до центра джамоата (село Казнок) — 2 км. Население — 971 человек (2017 г.), таджики. Население в основном занято сельским хозяйством (животноводство и растениводство). Земли орошаются главным образом водами горных источников и рекой Сурхоб.